# 10028 Bonus
A 10028 Bonus (ideiglenes jelöléssel 1981 JM2) a Naprendszer kisbolygóövében található aszteroida. Carolyn S. Shoemaker fedezte fel 1981. május 5-én.